# Louis Clément (émailleur)
Pour les articles homonymes, voir Clément.
Louis Clément, né le 7 juillet 1882 à Foncine-le-Bas (Jura), et mort le 30 juillet 1977 à Limoges (Haute-Vienne) est un peintre et maître émailleur français.

## Ses œuvres

### Tableaux émaillés
Il a réalisé au moins dix tableaux émaillés, copies de tableaux, qu'il offre au musée de Morez en 1956.
- Ecce Homo, Notice no IM39002328, sur la plateforme ouverte du patrimoine, base Palissy, ministère français de la Culture, avec, inscrit en peinture, à gauche « L.Clément Limoges » et à droite « d'après Guido Reni ».
- Paysage avec ferme, Notice no IM39002334, sur la plateforme ouverte du patrimoine, base Palissy, ministère français de la Culture
- Paysage avec moulin à vent, Notice no IM39002333, sur la plateforme ouverte du patrimoine, base Palissy, ministère français de la Culture
- Nature morte, Notice no IM39002332, sur la plateforme ouverte du patrimoine, base Palissy, ministère français de la Culture
- Femme au châle rouge, Notice no IM39002331, sur la plateforme ouverte du patrimoine, base Palissy, ministère français de la Culture
- Femme au châle bleu, Notice no IM39002330, sur la plateforme ouverte du patrimoine, base Palissy, ministère français de la Culture
- Wolfgang Amadeus Mozart, Notice no IM39002329, sur la plateforme ouverte du patrimoine, base Palissy, ministère français de la Culture

### Orfèvrerie
- Gobelet, Notice no IM49002289, sur la plateforme ouverte du patrimoine, base Palissy, ministère français de la Culture